# St. Martin (Wevelinghoven)

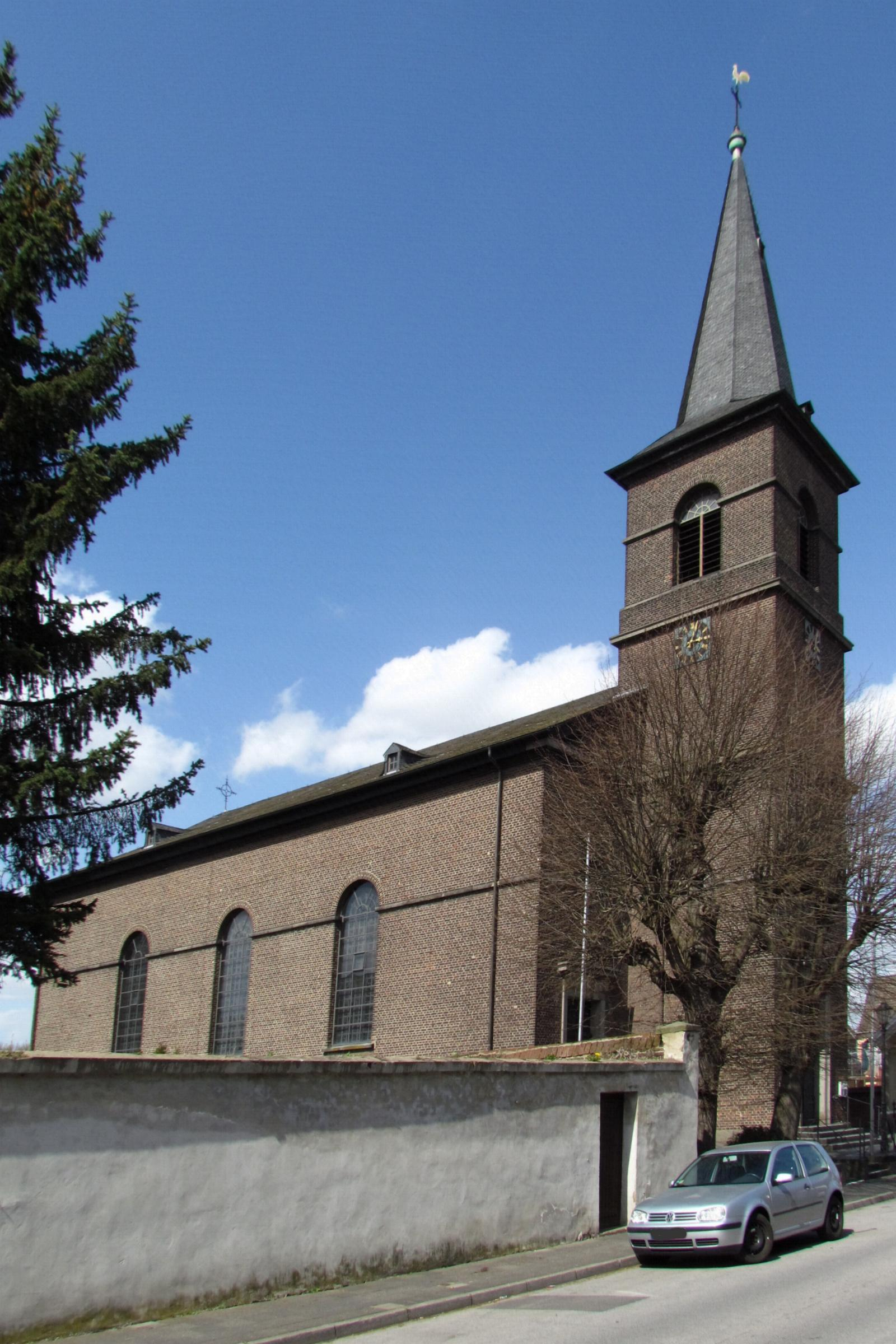
St. Martin

Die römisch-katholische Pfarrkirche St. Martin ist ein denkmalgeschütztes Gebäude in der Unterstraße in Stadt Wevelinghoven, einem Ortsteil von Grevenbroich im Rhein-Kreis Neuss (Nordrhein-Westfalen).

## Geschichte und Architektur
Der spätklassizistische Backsteinsaal mit dreiseitigem Chorschluss im Westen wurde von 1833 bis 1834 nach einem Vorentwurf von A. Walger und Bauplänen des Baukondukteurs Westphalen errichtet. Der Turm unter einer Schieferpyramide ist vorgesetzt. Bei Renovierungsarbeiten von 1970 bis 1974 wurden zwei später angebaute Sakristeien wieder abgerissen und die Chorfenster wieder geöffnet. Der Chorbogen im Innenraum wurde beseitigt, die kasseittierte Holzdecke wurde bis in den Chorraum verlängert. Die Ornamentfenster wurden 1977 nach Plänen von A. Weigmann angefertigt.

## Ausstattung
Von der bis 1841 angeschafften Ausstattung sind noch die Orgel, die Orgelbühne und das Gestühl erhalten. Das Orgelwerk und das Gehäuse wurden von 1836 bis 1841 von E. Maaß gebaut. Vollendet wurde das Werk von W. Korfmacher. Die Orgel wurde zuletzt von 1975 bis 1977 renoviert.